# Michael Brunner (Politiker, 1960)
Michael Brunner (* 12. November 1960 in Wien) ist ein österreichischer Politiker. Er ist Ehrenobmann der Kleinpartei MFG, 2022 kandidierte er für das Amt des Österreichischen Bundespräsidenten.

## Leben
In seiner Jugend beschäftigte er sich mit Lyrik und veröffentlichte 1983 im Internationalen Lyrik-Verlag den Gedichtband „Heimkehr“.
Brunner absolvierte ein Studium der Rechtswissenschaften an der Universität Wien, das er 1990 mit der Promotion zum Doktor juris abschloss. Primär fokussierte er sich auf die Bereiche Verfassungs- und Verwaltungsrecht.
Im Februar 2021 war er einer der Mitbegründer der Partei MFG–Österreich Menschen – Freiheit – Grundrechte.
Am 25. August 2022 gab Brunner bekannt, die für eine Kandidatur bei der Bundespräsidentenwahl in Österreich nötigen 6000 Unterstützungserklärungen gesammelt zu haben. Entsprechend den Positionen der MFG, die von Impfgegnern besonderen Zuspruch hat, nahmen Themen rund um die COVID-19-Pandemie in Österreich breiten Raum in Brunners Wahlkampf ein. Er positionierte sich als Gegner des politischen „Establishments“ und versprach im Fall seiner Wahl die Entlassung der amtierenden Bundesregierung Nehammer. Bei der Wahl am 9. Oktober 2022 (Ergebnis: Wiederwahl von  Alexander Van der Bellen) erhielt Brunner 2,1 Prozent der Stimmen.
Im Februar 2023 wurde Joachim Aigner als Nachfolger von Michael Brunner zum Bundesparteiobmann gewählt, Brunner wurde Ehrenobmann.